# Batalla del Trèbia (1799)
La batalla del Trebia va tenir lloc el 19 de juny de 1799, durant la Campanya d'Itàlia del 1799-1800 de la guerra de la Segona Coalició, en una plana prop de Piacenza, a la frontera entre la Llombardia i l'Emília-Romanya, on el riu Trebia i el rierol Tidone conflueixen amb el riu Po. Es va saldar amb una victòria dels austríacs i dels russos, manats pel general Suvórov, sobre els francesos manats pel general Macdonald. Francesos i aliats van perdre aproximadament 6.000 homes, morts o ferits, en l'enfrontament.

## Antecedents
Les tropes franceses de l'Exèrcit d'Itàlia, sota el comandament del general Moreau, havien estat vençudes a Cassano d'Adda el 27 d'abril per Suvórov i hagueren de sortir de la ciutat de Milà dos dies després. El general Moreau es retirà vers Torí, allunyant-se així de l'Exèrcit de Nàpols del general Macdonald que avençava a marxes forçades i amenaçava de sorprendre els aliats per l'esquena.
El 14 de juny, l'Exèrcit de Nàpols va ocupar Parma i al vespre del dia 16 ja era a Piacenza, que els austríacs del general Ott acabaven tot just d'evacuar deixant només 5 companyies i 35 canons. Macdonald, que havia estat ferit a Mòdena uns dies abans, es va trobar que les tropes del general Moreau, al qui esperava haver trobat a Parma, no hi eren.

## Batalla
Suvórov, que estava perseguint Moreau, va comprendre que estava cometent una errada i es va afanyar a corregir-la. Tornant sobre els seus passos, va marxar ràpidament contra el seu nou enemic, va replegar totes les tropes que es trobava al seu camí i, entre el 17 i 19 de juny, va lliurar una batalla a la confluència dels rius Trebia i Po, enfront de les muralles de Piacenza, on els francesos van ser finalment rebutjats amb pèrdues considerables.

## Conseqüències
El general Macdonald es va retirar vers La Spezia deixant als aliats austríacs i russos tota la conca esquerra del riu Po, forçant-los a tornar als Alps francesos i a la costa de Gènova, on foren assetjats. No obstant això, els exèrcits russos a Suïssa van ser derrotats per André Massena, i l'exèrcit de Suvórov es va retirar per motius polítics.